# Classe Desaix
Pour les articles homonymes, voir Desaix (homonymie).
La classe Desaix est une classe de deux contre-torpilleurs de la marine nationale française construite avant la Seconde Guerre mondiale au chantier naval allemand AG Weser de Brême. Les deux navires sont cédés à la France au titre des dommages de guerre. Ils appartiennent à la classe Type 1934A de douze destroyers de la Kriegsmarine.

## Unités
| Nom                         | Chantier         | Lancement     | Service effectif | Transfert                             | Fin de service         |
| --------------------------- | ---------------- | ------------- | ---------------- | ------------------------------------- | ---------------------- |
| Desaix ex-Z5 Paul Jacobi    | AG Weser à Brême | 24 mars 1936  | 29 juin 1937     | transfert à la France en février 1946 | démoli en février 1954 |
| Kléber ex-Z6 Theodor Riedel | AG Weser à Brême | 22 avril 1936 | 2 juillet 1937   | transfert à la France en février 1946 | démoli en avril 1957   |